# 京阪バス交野営業所
京阪バス交野営業所（けいはんバスかたのえいぎょうしょ）は、大阪府交野市星田北にある京阪バスの営業所。社用車に記してある略称は「交」。

## 概要

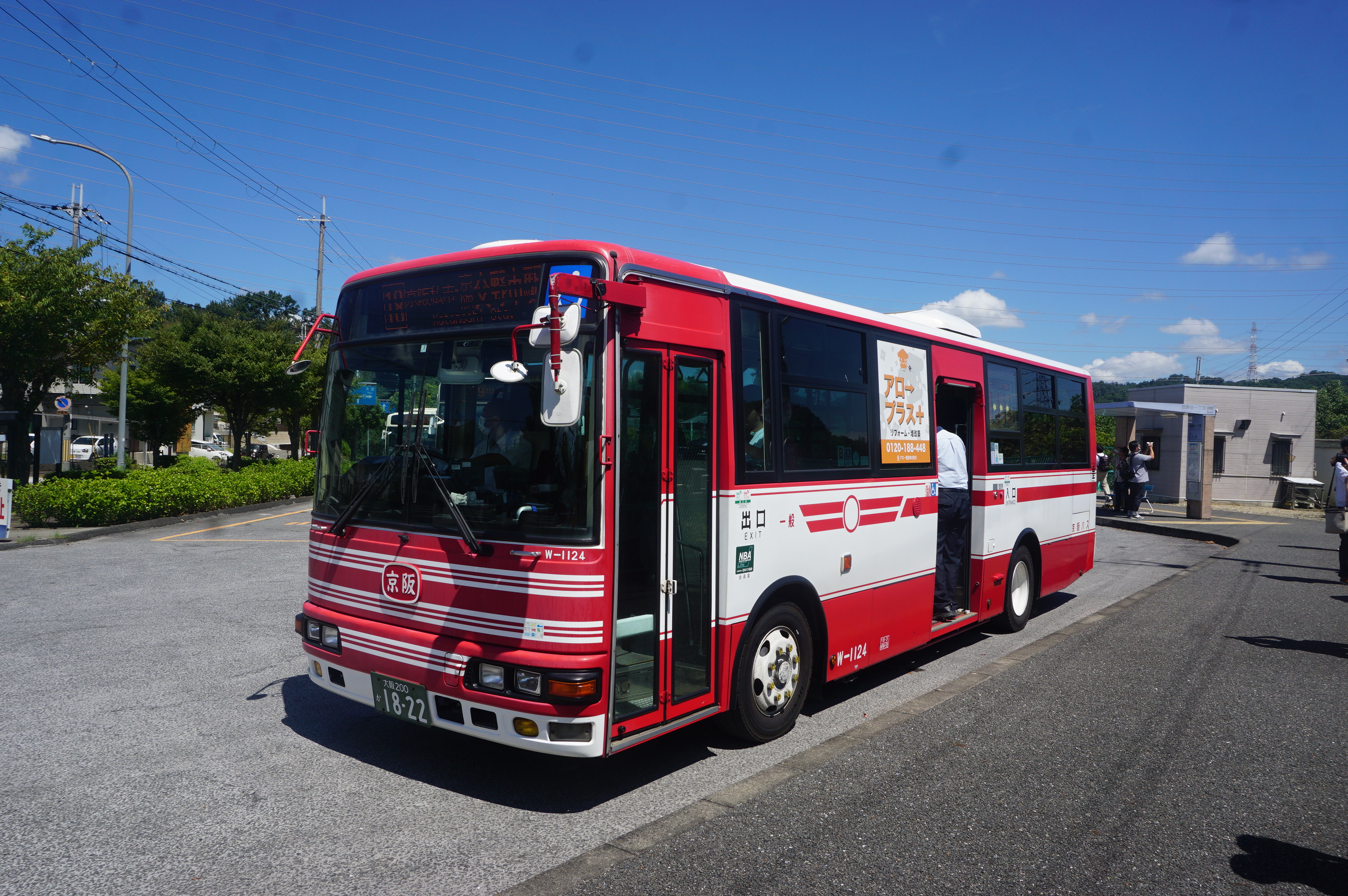
廃止された田原線18号経路（田原台一丁目にて）

1978年4月1日に枚方営業所から分離し開設した。京阪バスの中では1989年に開設、2008年移転の京田辺営業所の次に新しい。
一般路線バスにおける営業所別の営業路線運行総延長は、走行する自治体数（交野市・枚方市・寝屋川市・四條畷市）の割に広く、営業所別の一般路線総延長ではトップである。特に交野市は全域、寝屋川市は約7割が交野エリアである。
当営業所が所在する交野市域の路線については、現在は香里園駅と市内を結ぶ路線と市内の星田駅から寝屋川市内へ向かう路線程度。過去には市内を軸とする路線・系統も存在したが、2023年9月9日に星のブランコや磐船神社といった観光地へのアクセス路線である田原線が、2025年3月23日の改正では市内の鉄道駅から学研都市線南側の南星台方面への循環路線およびコモンシティ星田へのアクセス路線である交野南部線などが廃止され市内に乗り入れる路線がごくわずかとなった。
第二京阪道路とその側道沿いに位置し、最寄停留所は「交野車庫」である。ただし発着便の本数は極めて少ない。開設よりしばらくは当車庫発着のバスは存在しておらず、「北星田」停留所を最寄りとしていた。星田北六丁目・交野車庫共に1990年秋の改正での設置である。なお星田駅又は野口停留所より徒歩15分ほどで行く事ができる。

## 沿革
- 1978年（昭和53年）4月1日：開設。同時に門真営業所と寝屋川営業所が交野営業所の支所となる。当時の担当路線は津田香里線・釈尊寺団地線・寝屋川団地線・寝屋川北部線・高宮四条畷線・星田線・交野南部線・田原線（後者2つはのちに路線廃止）。
- 2002年（平成14年）7月：組織改正により香里団地営業所が枚方営業所の支所から交野営業所の支所に変更される。
- 2010年（平成22年）3月：管内でPiTaPaの使用が可能になる。
- 2022年（令和4年）4月1日：香里団地営業所廃止に伴い、同営業所管轄の路線が交野営業所に移管される。

## 現行路線
営業所が枚方・寝屋川両市域に近いことから管轄路線が京阪バス全営業所中でも非常に多く、路線図では香里地区などの枚方市南部・寝屋川市北部を軸とする北部地域と、寝屋川市中部〜南部を軸とする南部地域の2つに分けられている。このほか北部・南部地域それぞれに系統を持つ路線として寝屋川団地線（北部地域に25・25B号経路、南部地域に21・21A号経路）が、北部・南部両地域にまたがって運行される路線として寝屋川北部線が該当する。
北部地域は香里団地線・津田香里線をはじめとした京阪バス屈指の利用率を誇る路線を複数有し、その大半が大型車両で運行され各路線の運行本数もかなりの多さである。一方南部地域は寝屋川団地線21・21A号経路や高宮四条畷線・星田線が該当するが、寝屋川団地線を除くと全体的にあまり本数が多くなく中型車が中心の系統も多い。
主なターミナルは北部地域では枚方市駅南口・京阪香里園、南部地域は寝屋川市駅（東口）など。該当項目及び節も参照。
枚方市駅発着路線は同駅を出ると香里団地内の香里橋・藤田川まではほぼ全系統が同じ経路を辿り、京阪交野線の500m程西側をほぼまっすぐに南下する。この区間は鉄道と競合する区間ながら途中停留所（変電所前・山之上・宮ノ前橋など）までの短距離利用者も多い。香里橋で香里団地線の一部が、藤田川で各路線が分岐する。
京阪香里園発着路線はほぼ全路線が末広町まで重複し、同停留所で寝屋川市内路線と枚方市内方面への路線が分岐する。
寝屋川市駅発着路線は八坂神社前・寝屋川市役所経由、初町経由があるが、駅行きのみ寝屋川市役所前 → 八坂本通経由となるなど往路と復路で経路が異なる系統もあり複雑である。
運賃については特記がなければ「1区」大人250円・小児130円である。

### 香里団地線
枚方市南西部の香里ヶ丘に位置する大規模集合住宅地・香里団地と各駅を結ぶ主要路線の1つ。長らく藤田川停留所付近に位置していた香里団地営業所がメインで運行しており、朝夕の1号経路のごく一部や本数の少ない7号経路・13号経路のみ当営業所が担当していた。この他2004年までは、同団地内に高槻営業所が阪急京都線高槻市駅までの系統も乗り入れさせていた。2022年4月1日の香里団地営業所廃止に伴い、全ての経路が当営業所管轄となった。
現在の形の香里団地線が運行開始されたのは1958年12月13日であった（当時は香里団地営業所や本営業所が未開設だったため、枚方営業所が管轄）が、それ以前から視察者・建設関係者などの利便を図り、香里地区への運行はされていた（枚方市駅 - 団地 - 高田。同じく枚方営業所の管轄路線）。同年7月に第1回の入居が始まったことを受け、香里ケ丘 - 新香里 - 藤田川および新香里 - 枚方公園の免許を取得し、運行を開始した。後の1960年9月26日の香里団地営業所の開設で、この路線を枚方営業所より移管（その後も四条畷駅発着便が1978年3月31日まで枚方営業所管轄便で存置されていたが、同年4月1日の本営業所開設で、本営業所に移管された）後、同年12月30日からは香里団地および高田から各駅への運賃を均一化した。
日中は枚方市駅南口2のりばを京阪香里園行き1号経路・枚方公園駅前行き8号経路・津田香里線9A号経路が20分間隔で交互に着発する。
団地のほぼ中央（香里ヶ丘四丁目）に位置する新香里停留所はロータリー上に3つののりばが設置されている形で、1のりばに枚方市駅、2のりばに枚方公園駅、3のりばに京阪香里園行きがそれぞれ停車する。
団地内は複数の系統が複雑に交錯する運行形態のため、のりばが3つ以上設置されている停留所も多い。上述の新香里の他には香里橋、藤田川、五本松、香里ヶ丘九丁目、香里ヶ丘が該当する。香里橋 - 藤田川間は津田香里線・釈尊寺団地線も縦断している。
人口密度・バス利用率ともに高いエリアを走行するため、バス停留所も短い間隔で多数設置されている（団地内の停留所間隔は最も長くても0.4km）。
この路線には京阪バスでここだけである深夜降車専用停留所があった。香里ヶ丘三丁目停留所の前後に設置され、藤田川寄りが「けやき1番」・新香里寄りが「けやき2番」とそれぞれ称し、各駅前を21時以降に発車する便のみ取り扱っていたが、2024年10月6日の改正で廃止された。

#### 京阪香里園発着
香里ヶ丘九丁目から枚方市駅方面は枚方公園発着系統も加わるため日中は香里園方面の2倍の本数が運行されているが、枚方市駅方面よりも乗車時間の短い香里園方面の利用も多く、朝夕は1号経路の藤田川発着や1C号経路が多数加わるため枚方市駅方面より運行本数が多くなる時間帯もある。
香里ヶ丘十丁目 - 京阪香里園間は枚方公園駅に乗り入れる系統がないため「枚方大橋地区」の地区定期券範囲から外れる。
京阪香里園では2のりばからの発車。
- 1号経路：枚方市駅南口 - 香里橋 - 藤田川 - 香里ヶ丘三丁目 - 新香里 - 香里ヶ丘九丁目 - 香里ヶ丘十丁目 - 香里ヶ丘 - 京阪香里園
  - 香里団地営業所廃止前は主に同営業所の運行で、ラッシュ時に一部交野管轄便があった。
  - 土休日夕方以降に枚方市駅からの藤田川止まりが4本運行される。
  - 藤田川 - 香里園の区間便については、平日朝ラッシュ時間帯に藤田川発が4本、夕方以降に藤田川止まりが平日12本・土休日6本運行されている。
  - 2024年4月1日改正まで、枚方市駅の至近に位置する関西医大附属病院始発便が存在した[注 13][注 14]。

- 1C号経路：野口北 - 東香里新町 - 藤田川 - 香里ヶ丘三丁目 - 新香里 - 香里ヶ丘九丁目 - 香里ヶ丘十丁目 - 香里ヶ丘 - 京阪香里園
  - 出入庫系統。
  - 平日朝は5〜8時台にかけて香里園行きが合計17本運行される。夕方にも2本設定あり。
  - 土休日は朝の8本のみ。
  - 深夜には野口北行きが3本運行される。

- 13号経路：香里ヶ丘八丁目 → 淀見公園 → 公孫樹通 → 香里ヶ丘十丁目 → 香里ヶ丘 → 京阪香里園
  - 2014年9月1日運行開始。
  - 公孫樹通から京阪香里園への唯一の経路。平日朝1本のみ運行。

#### 枚方公園駅前発着
枚方公園駅前発着系統については、朝ラッシュ時は8号経路に加えて5・6号経路が、夕ラッシュ時以降は8号経路に代わって4・6号経路が運行される。なお4・5・6号経路については6号経路の新香里止め・藤田川止めを示す「新」「藤」を除き時刻表の系統表記において通常は漢字や記号が用いられる中「4」などの経路番号の数字が用いられている。
さつき丘付近にはパナソニックアリーナが、香里ヶ丘五丁目付近には団地内最大規模の医療施設である香里ヶ丘有恵会病院が立地する。
- 4号経路：枚方市駅南口 - 香里橋 - 開成小学校前 - 五本松 - 公孫樹通 - 香里ヶ丘九丁目 - 新香里 - 五本松 - 香里ヶ丘五丁目 - 香里ヶ丘六丁目 - さつき丘 - 枚方公園駅前
  - 夕方以降に（土休日は朝も）運行される。
  - 藤田川は経由しない。ルートの都合で五本松は2回経由するが、1回目と2回目で停車するのりばが異なり、枚方市駅行きは南行き → 東行き、枚方公園駅行きは西行き → 北行きの順に停車。
  - 運行経路が複雑なため、前面の行先表示機にも主要地点の経由順が表示される。枚方公園行きは「香里橋→いちょう通[注 15]→新香里→枚方公園駅」、枚方市行きは「新香里→いちょう通→香里橋→枚方市駅」となる。この表示形式は他に2・3号経路でもみられ、いずれも表示機下部の英語表記は省略される。

- 5号経路：枚方市駅南口 - 香里橋 - 開成小学校前 - 五本松 - 香里ヶ丘五丁目 - 香里ヶ丘六丁目 - さつき丘 - 枚方公園駅前
  - 香里団地線の枚方市駅 - 枚方公園駅間を運行する系統としては最も短く、藤田川・新香里・公孫樹通のいずれも経由しない。
  - 枚方市駅発は平日朝3本のみ運行。枚方公園駅前発は平日朝6本、土休日朝2本・夜間3本運行されている。
  - 五本松停留所では枚方市駅行きは東行き・枚方公園駅行きは北行きのりばを使用。

- 6号経路：枚方市駅南口 - 香里橋 - 藤田川 - 香里ヶ丘三丁目 - 新香里 - 五本松 - 香里ヶ丘五丁目 - 香里ヶ丘六丁目 - さつき丘 - 枚方公園駅前
  - 朝と夕方以降の運行。新香里 - 枚方公園駅前および枚方公園駅前 → 藤田川の区間便が存在する。
  - 平日の朝に新香里 - 枚方公園を2往復運行。
  - 藤田川止まりは平日朝に1本・夕方以降に平日10本・土休日1本運行。
  - 駅間を通しで運行する便は少ない。枚方市発は朝に平日4本・土休日2本、平日夕方に6本あるが、枚方市行きは夕方に1本・土休日朝に3本のみ。

- 6C号経路：野口北 → 東香里新町 → 藤田川 → 香里ヶ丘三丁目 → 新香里 → 五本松 → 香里ヶ丘五丁目 → 香里ヶ丘六丁目 → さつき丘 → 枚方公園駅前
  - 2024年10月6日に新設された出庫便。朝4本・平日のみ夕方にも1本運行される。

- 8号経路：枚方市駅南口 - 香里橋 - 藤田川 - 香里ヶ丘三丁目 - 新香里 - 香里ヶ丘九丁目 - 公孫樹通 - 五本松 - 香里ヶ丘五丁目 - 香里ヶ丘六丁目 - さつき丘 - 枚方公園駅前
  - 枚方公園発着系統の基本経路。
  - 新香里発枚方公園駅前行きは土休日に2本設定されている。

- 8C号経路：野口北 → 東香里新町 → 藤田川 → 香里ヶ丘三丁目 → 新香里 → 香里ヶ丘九丁目 → 公孫樹通 → 五本松 → 香里ヶ丘五丁目 → 香里ヶ丘六丁目 → さつき丘 → 枚方公園駅前
  - 6C号経路と同日に新設。朝に平日4本・土休日2本のみ設定。
  - なお6C・8C号経路ともにダイヤ改正のお知らせではこれらの系統新設についての記載がなかった[2]。

#### 枚方市駅発着の出入庫便
いずれの本数も僅少。
- 2号経路：[経路 1] → 藤田川 → 香里ヶ丘三丁目 → 新香里 → 五本松 → 開成小学校前 → 香里橋 → 枚方市駅南口
  - 野口北始発便は5時台に平日2本・土休日1本運行の出庫便。
  - 土休日早朝1便のみ、枚方市駅を起終点とする循環便。
  - 2004年まで、2号経路の一部は枚方市駅を経て阪急高槻へ直通しており、直通便のみ高槻営業所の管轄で、路線名も「枚方高槻線」であった。

- 3号経路：枚方市駅南口 → 香里橋 → 開成小学校前 → 五本松 → 公孫樹通 → 香里ヶ丘九丁目 → 新香里 → 香里ヶ丘三丁目 → 藤田川 → 東香里新町 → 野口北
  - 深夜に平日4本・土休日2本のみ運行（いずれも最終便含む）。香里団地担当時代は藤田川終着。
  - 京阪バス初の深夜バスとして、深夜料金（通常の倍額）を1991年12月2日に設定開始したが、2024年10月に深夜バスとしての運行は廃止された。廃止直前時点では1C号経路の深夜バスも存在した。

### 津田香里線
1953年9月2日より運行開始された、管内でも歴史のある路線。
京阪香里園を起点とし、枚方市南西部の高田地区や交野市内へ向かう。寝屋川・枚方・交野の3市に跨る広範囲をカバーしており、枚方市内（特に東香里地区内）からの利用者を中心に乗降客も非常に多い、京阪バス大阪地区を代表する路線の1つ。京阪香里園発車後は高田付近で分岐するまでは府道148号木屋交野線を辿る。
40分サイクルで10分に1本、9A号経路→14号経路→9A号経路→15号経路のパターンで運行されている。京阪香里園 - 高田間は日中でも10分に1本と頻発しており、枚方市駅あるいは京阪交野市駅から京阪香里園方面の区間でも20分に1本は利用可能。
以前は路線名の通り香里園駅と津田駅を結ぶ系統も多かったが、現在は14号経路のみとなっておりその本数も多くない。この他、交野市駅 - 津田駅間の運行で住吉神社前・幾野四丁目・春日神社前経由の11号経路が一時期実験的に小型車両で運行されていたが、2019年12月1日に廃止となった。
京阪香里園では3のりばから発車。京阪交野市駅では行先によってのりばが異なるが、香里園行きは3のりばからの発車となる。

#### 交野市駅方面
当路線の基本系統で、上記の通り3市内を東西に結ぶ幹線。
高田で9A号経路と分岐後は野口付近で一般道を南下し、府道18号に合流し東へ進む。茄子作3丁目付近からの府道18・148号の重複区間を経て、両道が分岐する広野停留所付近から再び148号単独区間となり、ほどなくして交野市内に入る。
前述の通り日中は14号経路と15号経路の交互運行で、朝夕にこれらを補完する区間便として9号経路が運行される。なお14・15号経路ともに2018年2月10日の新設であり、同日の改正で現在の運行形態となった。
- 9号経路：京阪香里園 - 香里ヶ丘 - 香里旭ヶ丘 - 東香里 - 東香里病院前 - 高田 - 野口 - 逢合橋 - 京阪交野市駅
  - 2018年2月10日改正までは京阪交野市駅より先、住吉神社前・倉治を経て津田駅まで運行されていた。同改正で交野市駅止まりに短縮。
  - 京阪香里園 - 高田の区間便あり。
  - 夜間は高田止まりも含め大半がこの経路となる。

- 9号経路：京阪香里園 → 香里ヶ丘 → 香里旭ヶ丘 → 東香里 → 東香里病院前 → 高田 → 野口 → 交野車庫 
  - 夜間1本のみ運行される。
  - 野口から府道18号へ合流せずに直進し、交野車庫で終着となる。
  - 当初は深夜バスのみの設定だったが、2024年4月1日ダイヤ改正時に通常便も設定され、同年10月6日改正で当路線の深夜バスそのものが廃止された（廃止直前時点では交野市駅行きの深夜バスもあった）。一方で、それまで平日のみの運行であった交野車庫行きの当経路が土休日にも運行されるようになった。

- 14号経路：京阪香里園 - 香里ヶ丘 - 香里旭ヶ丘 - 東香里 - 東香里病院前 - 高田 - 野口 - 逢合橋 - 京阪交野市駅 - 幾野一丁目 - 幾野四丁目 - 倉治 - 津田駅
  - 2012年以前にも運行されていたが経路番号は「9C」であった。同年の改正で9C号経路が交野市駅から幾野四丁目・交野警察署前経由で河内磐船駅へ向かうルートに変更されたことでこの経路で運行される便は一度消滅していた[注 17]。2018年改正で当時とは異なる経路番号で復活した。
  - 交野市駅 - 津田駅間のみをこの経路で運行していた8号経路は、当路線ではなく交野南部線としての扱いであった（2018年廃止）。17A号経路[注 18]も津田 - 交野市間はこのルートであった。
  - 朝時間帯のみ30分、以降はほぼ終日に渡り40分間隔で運行。
  - 土休日夕方は日中のパターンをほぼ踏襲した上で交野市駅方面の系統を全て本経路としたダイヤで運行されている。よって交野市駅 - 津田駅間は当該時間帯20分おきと全時間帯で最も運行本数が多くなる（平日夕方は9号経路が中心となるため交野市駅以遠の本数は特に変わらない）。
  - 津田駅行きは京阪交野市駅では2のりばからの発車。
  - 京阪香里園 - 東香里間各停留所から桜道・津田駅は2区運賃（大人280円・小児140円）である。

- 15号経路：京阪香里園 - 香里ヶ丘 - 香里旭ヶ丘 - 東香里 - 東香里病院前 - 高田 - 野口 - 逢合橋 - 京阪交野市駅 - 北星田 - 星田四丁目 - 星田駅
  - 交野南部線17C・17D号経路[注 19]廃止に伴い、北星田・星田四丁目周辺をカバーする為に新設された系統。
  - 昼間のみの設定で、運行間隔は概ね40分に1本（1日12往復）。
  - 京阪交野市駅では星田駅行きは1のりばから、星田駅では2のりばからの発車。
  - 京阪香里園 - 広野間各停留所から星田駅は2区運賃。

#### 枚方市駅発着
高田で分岐後、終点の枚方市駅まで北上。途中、香里団地内を走行する。
香里団地営業所廃止前は同営業所の運行だったが当時も一部交野管轄便があった。またかつては交野が主管轄だった。この他、2000年9日7日までは枚方市駅を起終点とする循環便も存在した。
京阪香里園 - 香里ヶ丘から藤田川 - 枚方市駅の区間の距離・所要時間は香里団地線1号経路に比べて長くなる。
前述の通り枚方市駅では南口2のりばからの発車で、日中20分間隔で香里団地線の1・8号経路と交互に着発する。
- 9A号経路：京阪香里園 - 香里ヶ丘 - 香里旭ヶ丘 - 東香里 - 東香里病院前 - 高田 - 新高田 - 東香里新町 - 藤田川 - 香里橋 - 枚方市駅南口
  - 平日朝に高田発枚方市駅行きが2本、新高田発香里園行きが4本運行される。
  - 夕方に1本、京阪香里園発藤田川止まりがある。土休日は新高田方面の最終便。
  - 2024年10月までは香里旭ヶ丘 - 枚方市駅の区間便もあった。

### 釈尊寺団地線
枚方市駅と枚方市南西部の釈尊寺団地を、香里団地や茄子作地区を経由し結ぶ路線。同団地は京阪交野線郡津駅（交野市）付近に位置するが、間を天野川が流れておりアクセスがあまり良くないことなどからバスの需要も一定数ある。
1977年3月に香里団地営業所によって運行開始。当時は枚方市道茄子作1号線が未整備であったことから高田・野口経由で、交野移管直前の1978年2月に茄子作住宅経由に変更。2022年4月1日に香里団地営業所閉鎖により担当路線が交野に移管されると同時に玉突きでこの路線が枚方に移管され、1978年4月の四条畷駅発着路線移管以来44年間途絶えていた東田宮一丁目交差点を南に超える枚方営業所管轄路線が復活したが、2025年3月の当営業所エリアの大幅な運用削減で余力が出たことや、枚方営業所移転に伴い、3年で再び東田宮一丁目交差点以南より枚方管轄路線は再撤退し、当営業所管轄に復帰。
枚方移管時に昼間の運転間隔が20分から30分に、さらに枚方管轄期間中に30〜40分の不均一間隔に減便されている。
循環系統ではないものの釈尊寺団地近辺が循環ルートになっており、釈尊寺北は釈尊寺団地行き、団地東は枚方市駅行きのみの停車である。団地東については釈尊寺団地のすぐ近くにあり、駅方面からは同停留所で代替可能。
枚方市駅では南口3のりばから発車。
- 10号経路：枚方市駅南口 - 香里橋 - 藤田川 - 茄子作住宅 - 釈尊寺 - 釈尊寺団地

### 寝屋川団地線
寝屋川市内の主要路線の1つ。寝屋川市中部から東部にかけて広がる団地群の住民の生活路線で、寝屋川市駅から寝屋川団地へ向かうものと京阪香里園から三井団地・三井秦団地へ向かうものに大別される。
寝屋川市駅発着便と京阪香里園発着便は三井秦団地で重複するのみで現在は実質的に別の路線となっている。三井秦団地におけるのりばも全く異なる位置にあり、前者ののりばは府道18号枚方交野寝屋川線上に、後者ののりばは三井が丘中央線上にそれぞれ位置している。
大阪府住宅供給公社の香里三井団地は入居開始当時は三井停留所を最寄りとしていたが、同公社からの要望を受け1970年7月23日に香里園から団地への路線を運行開始。一方寝屋川団地は三井団地に隣接して日本住宅公団により1972年7月に建設、入居と同時に寝屋川市 - 寝屋川団地の系統が三井団地経由で運行開始。これら2系統が同じ路線として扱われているのはこの系統の名残である。
2018年2月10日に寝屋川市駅と京阪香里園の駅間をビバモール寝屋川・三井団地経由で結ぶ24B号経路が廃止されるまでは、両エリアを直通する系統自体は存在した。

#### 寝屋川市駅発着
寝屋川市駅付近から寝屋川団地付近まで、府道18号を直進する。比較的短距離の路線だが利用者は多い。
1972年12月に、府道18号の供用開始に伴い、枚方営業所の管轄で運行開始。
日中20分間隔で運行され、基本は寝屋川団地発着の21号経路、一部枚方市内の高田一丁目まで延長する形で21A号経路が設定されている。
寝屋川市駅では東口2のりばからの発車。
- 21号経路：寝屋川市駅（東口） - 寝屋川市役所 - 観音橋 - 三井秦団地 - 寝屋 - 寝屋川団地
  - 基本となる経路で、開設当初は枚方営業所の管轄。交野営業所開設時に移管された。

- 21A号経路：寝屋川市駅（東口） - 寝屋川市役所 - 観音橋 - 三井秦団地 - 寝屋 - 寝屋川団地 - 高田一丁目
  - 寝屋川団地から交野車庫への回送ルートを一部旅客化する形で、2019年12月1日より新設された出入庫便。延伸区間はいずれも枚方市内の府道18号上に位置する。
  - 停留所位置の関係で、高田一丁目行きのみ寝屋川団地口に2回停車する。
  - 日中のみの運行で、寝屋川市駅発が5本・駅行きが6本の80分間隔で設定。

#### 京阪香里園発着
寝屋川北部線と重複する区間が広く日中は同路線主体の運行となることから、本系統はビバモール寝屋川発着の25B号経路のみが1時間に1本運行。
その他の時間帯は大半が25号経路となり、ラッシュ時は本数が大幅に増える。
京阪香里園では1のりばからの発車。
- 25号経路：京阪香里園 - 成田町 - 成田山不動尊前 - 三井 - [経路 2]
  - 三井秦団地発着と三井団地発着の2種類があり、三井秦団地行きと三井団地行きは団地周辺の道路やのりば位置の都合で経由地が一部異なる。
  - 平日朝ラッシュ時は三井秦団地始発も多く設定されているが、三井秦団地行きは平日・土休日共に極僅かである。

- 25B号経路：京阪香里園 - 成田町 - 成田山不動尊前 - 三井 - 三井団地 - 三井公園 - 三井秦団地 - ビバモール寝屋川
  - ビバモール寝屋川では敷地内のほぼ中央部に位置するAのりばに発着。車内モニターやアナウンスでは「ビバモール寝屋川（中央）」と案内される。

### 寝屋川北部線
旧寝屋川タウンくるを除き唯一の寝屋川市駅と京阪香里園を結ぶ路線で、寝屋川団地線の2系統のいずれかと重複する区間が多い。日中は20分間隔での運行。
成田山大阪別院明王院や同志社香里中・高、市中西部に位置する集合住宅地などバス需要の高いエリアを多くカバーし、かつ寝屋川市駅・香里園駅の両方にアクセス可能な寝屋川市内の主要路線の1つである。ただし平日ラッシュ時を含めほぼ終日にわたり本数はほとんど変化せず、夜間は両駅21時台発までの運行となっている。この点は寝屋川団地線各系統のラッシュ時の増発や、夜23時前後（平日）まで運行することによりカバーしている。
寝屋川市駅近辺では寝屋川市行きと香里園行きで運行経路が異なる。
京阪香里園では1のりばを、寝屋川市駅では東口4のりばを使用する。
- 22号経路：京阪香里園 - 成田町 - 成田山不動尊前 - [経路 3] - 同志社香里 - 田井 - 寝屋川警察署前 - [経路 4] - 寝屋川市駅（東口）
  - 2016年12月2日までは寝屋川市駅より先の仁和寺まで運行される便もあった（京阪香里園発の仁和寺行きは寝屋川市駅では西口のりばで乗降扱いを行っていた）。翌日の改定で交野管轄便は全て京阪香里園 - 寝屋川市駅（東口）の運行となった。
  - 2024年までは当系統の区間便にあたる23号経路の運行もあった（三井団地発寝屋川市駅行き）。

- NS経路：寝屋川市駅（東口） → 同志社香里
  - 2024年4月1日の改正で新設された学生便。
  - 学休期を除く平日、土曜日8時台に4本運行。京阪バス唯一の、私立中学・高校を対象とした直通便である。
  - 同志社香里停留所では、この系統の開設に合わせて回転場が整備された[3]。
  - 学校の本来の最寄り駅は香里園駅であるが、同駅から同志社香里へは途中三井周辺を循環するためバスを利用する場合は寝屋川市駅からの方が早い。

### 高宮四条畷線
寝屋川市駅と寝屋川市南部地域や四條畷市内を結ぶ路線。
路線単位では門真営業所と共管だが2023年現在の管轄系統は全て異なる。2022年4月1日改定で門真の担当経路が増えた。
門真管轄も含め、中型車で運行される便が多い。

#### 太秦住宅方面
寝屋川市駅のほぼ真東に位置する太秦住宅を目指す。同停留所には回転場が設置されているがスペースが狭くなっている。
沿線の太秦第2ハイツ、あさひ丘住宅は1966年に京阪電鉄が建設した分譲住宅で、これらの団地への路線網は同年10〜12月にかけて開設された。
寝屋川市駅では寝屋川音羽町線（寝屋川管轄）とともに東口1のりばからの発車。
- 31号経路：寝屋川市駅（東口） - 初町 - 寝屋川市民会館前 - 高宮 - あさひ丘住宅 - 太秦住宅 - 太秦東口
  - 朝夕ラッシュ時のみの設定で、太秦東口発は朝、太秦東口行きは夕方以降に数本運行される。それ以外はその1つ手前の太秦住宅で折り返す。

- 31A号経路：寝屋川市駅（東口） → 寝屋川市役所 → 秦北口 → 秦公民館前 → 太秦東口 → 太秦住宅 → あさひ丘住宅 → 高宮 → 寝屋川市民会館前 → 秦北口 → 寝屋川市役所前 → 寝屋川市駅（東口）
  - 寝屋川市駅 - 秦北口 - 太秦住宅を8の字状に循環する経路（つまり、寝屋川市駅 - 秦北口も往路と復路でルートが異なる）。
  - 日中のみ40分間隔で運行（1日12周）。2024年10月までは20分間隔と近距離路線にしては運行本数が多くなっていた。
  - 2015年10月19日までは太秦住宅周辺の循環ルートは現在と逆回り。

- 36号経路：寝屋川市駅（東口） - 初町 - 寝屋川市民会館前 - 高宮 - あさひ丘住宅 - 太秦住宅 - 太秦公園東 - 西方寺 - 寝屋川公園駅
  - 日中のみ、60〜120分間隔の運行。1日の運行本数は平日の寝屋川市行きのみ6本・その他5本。
  - 太秦住宅への運行ルートの都合で豊野浄水場前は2回経由する。
  - 元は片道のみ運行の36C号経路で、2015年10月20日のダイヤ改定で往復運行化・一部経路変更と合わせて現経路番号に変更された。この改定まで運行されていた旧36号経路は秦公民館前を経由していた。

#### 高倉方面
忍ヶ丘駅・寝屋川公園駅といった学研都市線の駅へ乗り入れる。
寝屋川市駅では門真管轄便と共に東口3のりばからの発車。同のりばからは門真管轄便が日中1時間に合計3〜4本程度発車するのに対して交野管轄便の発車本数は非常に少ない。
元々は本系統群も寝屋川市駅 - 四条畷駅の経路を基本としていたが、2006年8月28日改正では木田・巣本を経由する32号経路や教育センター（現在の高倉）・砂経由の33A号経路が廃止され、東寝屋川駅（現在の寝屋川公園駅）発着の34号経路を新設。忍ヶ丘駅発着の35号経路は2011年5月28日の新設である。
2015年10月20日ダイヤ改正時には35号経路の一部が忍ヶ丘 - 四条畷間を延長した形の37号経路に置き換えられ、35号経路自体も一部便を除き忍ヶ丘駅から畷生会病院経由でイオンモール四條畷まで延長。
2024年10月6日の改正では37号経路や四条畷 → 寝屋川市間で砂を経由する33号経路が廃止。合わせて35号経路も全て忍ヶ丘駅止まりに戻った上で1日3往復のみにまで減便され、34号経路も土休日片道1本のみとなり本系統群は大幅に縮小された。これにより、当営業所は四条畷駅および大東市域から撤退。
イオンモール四條畷開業以前は寝屋川市 - 四条畷間の運行本数は1時間に1本程度であったため、同区間を直通する便の本数自体は当営業所管轄時代より大幅に増えている。
- 34号経路：寝屋川公園駅 → 西方寺 → 高倉 → 高宮南口 → 高宮口 → 電通大寝屋川キャンパス → 初町 → 寝屋川市駅（東口）
  - 上述の通り土休日片道1本のみで、朝方に運行される。

- 35号経路：寝屋川市駅（東口） - 初町 - 電通大寝屋川キャンパス - 高宮口 - 小路北町 - 高倉 - 忍ヶ丘駅
  - 日中2時間おきに、計3本の運行。

### 星田線
星田駅と寝屋川市内各地（主に南側・東側）を結ぶ路線。一部香里団地方面への出庫系統も含まれる。
枚方営業所によって41・43号経路が開設されたことが始まり。交野営業所開設時に移管された。
2011年6月10日のビバモール寝屋川開業に先駆けた同5月28日の改正で、ビバモールを経由する系統が新設され、当該便は経路番号に「B」が付されることとなった。現在は41・45・46号経路といったビバモール寝屋川を経由しない経路の大半が廃止となった（40号経路のみ2025年現在も存続）ため、路線の大半が「B」付きの番号で運行されている。
この路線も、全体的に中型車で運行される便が多い。
星田駅では寝屋川市駅、寝屋川団地行きは2のりばからの発車。ビバモール寝屋川ではB・Cのりばに着発し、寝屋川市駅や学研都市線各駅から同商業施設への足としての役割も担う。

#### 寝屋川市駅発着
寝屋川市駅から星田駅を経由し寝屋川公園駅方面へ向かう。
これらの系統の派生元となる41号経路は寝屋川市駅から秦公民館前を経て、東寝屋川駅（現在の寝屋川公園駅）から忍ヶ丘駅へ向かっていた系統。1999年1月24日の改正までは星田駅には乗り入れておらず、星田（現・星田四丁目）から四条畷駅へ向かっていた。2011年5月28日に東寝屋川駅 - 忍ヶ丘駅間が、2012年6月30日に系統そのものが廃止となっている。
41号経路が存在した時代、観音橋経由で寝屋川市 - 星田・東寝屋川を結んでいた経路は46号経路を名乗っており、2011年の廃止と入れ替わりに46B・47B号経路が新設された。ただし46B号経路は翌年の2012年6月30日改正で廃止された。
寝屋川市駅では2のりばから、また星田駅では寝屋川公園駅・梅が丘行きは3のりばからの発車。
- 41B号経路：寝屋川市駅（東口） - [経路 5] - 秦北口 - 秦公民館前 - 三井秦団地 - ビバモール寝屋川 - 星田駅 - 寝屋川公園駅 - 梅が丘
  - 昼間は45分前後の不均一間隔。朝夕は大半が47B号経路の運行となるが本経路の設定もある。
  - 梅が丘（寝屋川公園駅南側の高台にある停留所）発着は朝夕に1往復ずつのみで、大半が寝屋川公園駅発着。
  - 新設当初は寝屋停留所経由だったが、2012年改正で現行の寝屋東交差点を経由する経路に変更された。
  - 寝屋川市駅（東口） - 三井秦団地間各停留所から寝屋川公園駅より先の区間は2区運賃となる。

- 47B号経路：寝屋川市駅（東口） - 寝屋川市役所 - 観音橋 - 三井秦団地 - ビバモール寝屋川 - 星田駅 - 寝屋川公園駅
  - 朝夕のみの運行。41B号経路と異なり、寝屋川市駅行きも寝屋川市役所を経由する。寝屋川市駅 - 三井秦団地は寝屋川団地線と同一ルートとなる。
  - 秦公民館前周辺などの目立った狭隘路を経由しないため、大型車での運用も多い。
  - 三井秦団地 → 寝屋川公園駅、三井秦団地 → 星田駅間の区間便あり。
  - 2024年までは平日1本のみ、三井秦団地発忍ヶ丘駅行きが運行されていた。寝屋川市駅 - 忍ヶ丘駅を直通する便がないことから、路線図では同一の経路番号でありながら寝屋川市駅 - 寝屋川公園駅の系統と三井秦団地 → 忍ヶ丘駅の系統が区別されていた。この名残で、現在も寝屋川市駅発着便と三井秦団地始発便は路線図上で区別されている。

#### 寝屋川団地発着
寝屋川団地から学研都市線方面へのアクセス系統で、45B号経路を基本とする。
2006年から2011年までは45号経路が運行されており、寝屋川市駅への乗り入れも寝屋川団地経由で行っていた（寝屋川市駅 - 寝屋川団地は21号経路と、寝屋川団地 - 星田駅は40号経路と同じで、星田駅からコモンシティ星田まで運行）。
- 45B号経路：星田駅 - ビバモール寝屋川 - 寝屋 - 寝屋川団地
  - 45号経路と入れ替わりで新設された経路。当時はコモンシティ星田 - 寝屋川団地のみで、星田駅発着の区間便は2013年12月9日より運行開始。
  - 2024年10月6日改正で星田駅からコモンシティ星田への延長運行は廃止。
  - 昼間のみ、50分間隔での運行。

- 40号経路：星田駅 - 寝屋川団地
  - 2002年3月23日運行開始。以来45号経路開設までは寝屋川団地から星田駅へのバスルートはこの経路のみであった。
  - ビバモール寝屋川を経由しない短絡ルートで星田駅と寝屋川団地を結ぶ。土休日朝1往復のみの運行。
  - 寝屋停留所は本系統にもあるが、星田駅行きのみかつ府道18号上ののりばからは離れた位置にある。

#### 香里団地方面出庫便
元々は枚方市駅と星田地区及び四条畷駅を結ぶ系統であった。1990年秋に、交野車庫発着便が設定された（それまで、本車庫発着のバスは全便が回送で入出庫していた）。
交野市駅を経由する43号経路と経由しない43A号経路の2系統があり、いずれも41号経路と同様に2006年8月28日ダイヤ改正までは星田（現・星田四丁目）から先、東寝屋川駅・忍ヶ丘駅を経て四条畷駅へ運行されていた（1978年4月1日の本営業所開設で、それまで管轄していた枚方営業所より移管。これにより2022年4月1日の釈尊寺団地線の一時的な枚方営業所への移管開始までの44年間、枚方営業所管轄便は東田宮一丁目交差点以南から撤退した）。同改定では星田駅発着と交野車庫発着に変更され、2015年10月20日改正時に東香里新町 - 野口間で新高田と高田を通らない経路となった。
その後、43号経路は2020年10月9日改正で交野車庫 → 京阪交野市駅のみの運行に変更され、2023年9月9日廃止。
一方43A号経路は2020年改正で交野車庫始発のみとなり、2022年には経路上に野口北停留所が新設され一部便は同停留所始発とされた。
以上の系統変更・区間短縮が重なった結果、現在は星田線の他の系統との重複区間・停留所が存在せず、香里団地・枚方市駅方面への出庫系統として数本残されているのみである。
- 43A号経路：交野車庫 → 野口 → 野口北 → 東香里新町 → 藤田川 → 香里橋 → 枚方市駅南口
  - 交野車庫発は平日早朝の3本、野口北始発は平日1本・土休日2本。
  - 大型車での運行（当管内の枚方市駅発着路線には原則として長尺を除く中型車が運用に就くことはない）。

### 津田サイエンスヒルズ線
枚方市北東部の国道1号線沿いの地域である津田山手への路線。2005年12月22日に枚方営業所によって1・2号経路が新設されたことがはじまり。1号経路は現在の3号経路から森下仁丹前周辺の循環路を、2号経路はさらに津田サイエンスヒルズ・高園テクノロジー前周辺の循環路も除いた経路となっていた。2009年11月1日より京田辺営業所へ移管。
2013年3月16日には3・4・4A・5・6A・6B号経路が新設され、さらに交野営業所が一部便のみ担当するようになり、交野・京田辺の共管となった。4・4A号経路は河内磐船駅を発着とする点を除き3号経路と同様（4A号経路のみ交野警察署前も経由）。5号経路は河内磐船駅から森下仁丹付近にある府立北大阪技術専門校の敷地内へ向かう。6A・6B号経路は3号経路とほぼ同じで前者は終点を、後者は起点を河内磐船駅としたもの。2014年9月1日には当営業所によって管轄されることなく1号経路が廃止された。
なお京田辺営業所は間合い運用として短期間のみ交野南部線17A号経路の一部も管轄していたが、この他に交野市内の一般路線は管轄しておらず、またこれらは他の京田辺管轄の路線網との接点もなかった。
2018年4月1日より全系統を交野営業所管轄とした。
2020年10月9日より土休日の運行を取りやめ、全系統が平日のみの運行となった。またこの時に4号経路が、2022年10月22日に2・4A号経路が、2025年3月23日に5・6A・6B号経路が廃止。朝夕のみ運行の3号経路が唯一存続している。
京阪バス公式サイトではこの路線のみ単独で運行経路図が用意されていた。現在は交野営業所北部地区に含まれている。
- 3号経路：津田駅東口 → そよ風の道 → スパバレイ枚方南前 → 高園テクノロジー前 → 森下仁丹前 → 津田サイエンスヒルズ → 津田くにみ坂 → やまなみ通り → 津田駅東口

### 東中振山之上線
2002年4月15日に香里団地営業所によって運行開始。香里団地線等の補完ともいえる路線で、通常の経路番号の代わりに「い」「ろ」の経路名称が与えられている。
2つの系統をまとめてこの路線名が付けられているが、運行経路は全く重複していない。

#### 東中振線
唯一の光善寺駅に乗り入れる系統である。
香里団地線13号経路と異なり香里ヶ丘八丁目からほぼ終日利用することが出来るが、所要時間はこちらの方が長い。日中は40分間隔で運行。
京阪香里園では2のりばからの発車。
- い号経路：京阪香里園 → 光善寺駅 → 東中振 → 香里ヶ丘八丁目 → 淀見公園 → 東中振 → 光善寺駅 → 京阪香里園

#### 山之上線
香里団地線の枚方市駅 - 枚方公園駅前間は新香里や公孫樹通、五本松等を経由するが、本経路は宮ノ前橋 - さつき丘間で山之上五丁目を経由するルートで大幅にショートカットする。
ほぼ日中のみ、60分間隔での運行。
枚方市駅では南口3のりばからの発車。
- ろ号経路：枚方市駅南口 - 山之上五丁目 - 枚方公園駅前

### 成田山初詣線
京阪バス唯一の終夜運転を実施。年末年始に運行され、直行運転を行う。
- 臨時経路：京阪香里園 - 成田山不動尊前

## 車両
かつては、日野製の大型車が中心であったが、星田駅バスターミナルの開設に伴って開設された星田線40号経路の開設をきっかけに三菱ふそう製のエアロスターワンステップの導入を皮切りに、三菱ふそう製の車両も導入されるようになった。
その後、交通バリアフリー法や自動車NOx・PM法、大阪府流入車規制に対応する車両の置き換えに際して両社ほぼ均等に導入を進めた結果、現在ではいすゞ・日野・三菱ふそう製の大型車（いすゞ・日野製のみ）、中型長尺車、中型車、小型車が所属している。かつては中型短尺車も所属していた。

## 他の営業所との重複区間
- 枚方営業所：枚方市駅南口 - 藤田川間、津田駅付近。
- 高槻営業所：枚方市駅南口付近。
- 寝屋川営業所：寝屋川市駅東口 - 寝屋川市役所間。
- 門真営業所：寝屋川市駅東口 - 高宮口間、忍ヶ丘駅。